# FS E.333
Die Baureihe E.333 war eine Elektrolokomotiv-Baureihe der staatlichen italienischen Eisenbahn Ferrovie dello Stato. Sie wurde auf dem oberitalienischen Drehstromnetz besonders im Reisezugdienst eingesetzt. Vom Betriebspersonal erhielten die Lokomotiven die Benennung Signorina.

## Geschichte
Die Lokomotive entstand als Weiterentwicklung der FS E.330 bei Nicola Romeo und Officine Meccaniche e Navali di Napoli nach Plänen von Kálmán Kandó. Mit der Höchstgeschwindigkeit von 75 km/h war sie für die Beförderung von Personenzügen auf den Relationen Monza – Lecco – Sondrio und für die zu elektrifizierende Strecke Bologna – Florenz vorgesehen.
Die 1923 und 1924 abgelieferten Lokomotiven zeigten sich im Alltagseinsatz als sehr effektiv. Anfangs waren sie den Depots Alessandria, Genua und Lecco zugeteilt. Statistisch gesehen galten die Lokomotiven von allen Drehstromlokomotiven des oberitalienischen Drehstromnetzes als unerreicht zuverlässigste Maschine. Bekräftigt wird dies durch die E.333.010 vom Depot Lecco, die monatlich ca. 5.609 km Laufleistung besaß und zwischen zwei großen Ausbesserungen 170.223 km lief. Im Betriebsjahr 1963/1964 erreichte eine Maschine zwischen zwei Ausbesserungen gar 224.545 km.
Stationiert waren die Lokomotiven 1923/1924 in Alessandria, Lecco und Genua. Nach 1930 waren sie in Alessandria (elf Maschinen), Florenz (eine Maschine), Genua (13 Maschinen) und  Lecco (15 Maschinen) eingesetzt. Nach 1934 wurden elf Lokomotiven auf der Brennerbahn im Depot Bozen eingesetzt. Aufgrund der guten Ergebnisse wurden die Lokomotive auch in höherwertigen Diensten eingesetzt. Ihr besonderes Einsatzgebiet war besonders die Riviera-Strecke Genua – Ventimiglia. Züge mit einer Masse von 480 t und einer Geschwindigkeit von 75 km/h waren für die Lokomotive an der Tagesordnung. Sie beförderte den Schnellzug von Rom nach Milano in dem Abschnitt Florenz nach Pistoia mit einer Masse von 440 t bei 75 km/h. 1934 sind Einsätze auf der Brennerbahn in den Abschnitten Bozen – Trient, Bozen – Meran und Bozen – Brenner mit 480 t bei 75 km/h dokumentiert.  Dabei oblag ihnen z. B. die Bespannung des Pullman-Express der CIWL von Mailand nach Cannes. Auch auf dem Abschnitt Savona – Ventimiglia der Bahnstrecke Genua–Ventimiglia oblag ihr die Bespannung dieses Zuges.
1943 wurde die E.333.023 bei einem Bombenangriff im Bahnhof Bozen vernichtet und musste ausgemustert werden. 1950 musste ebenfalls die E.333.015 ausgemustert werden, die in der Ortschaft Malpasso der Bahnstrecke Genua–Ventimiglia nach einem Bergsturz entgleiste und dabei schwer beschädigt wurde. Nach der Umstellung des Abschnittes Bozen – Meran der Brennerbahn und der Bahnstrecke Turin–Genua auf Gleichstrom wurden die verbliebenen Lokomotiven 1953 nur noch in Alessandria (21 Maschinen) und Savona (17 Lokomotiven) eingesetzt. Die Lokomotiven, die nur eine Höchstgeschwindigkeit von 75 km/h hatten, wurden auch zur Doppelbespannung mit schnelleren Lokomotiven mit herangezogen. Dabei wurden die Lokomotiven als Anfahrhilfe bis 75 km/h mit benutzt, den Geschwindigkeitsbereich bis 100 km/h konnten sie bei ausgeschalteten Motoren mitlaufen.
Die Lokomotiven wurden mit fortschreitenden Freiwerden von leistungsstärkeren und schnelleren Lokomotiven größtenteils zur Bespannung von Personenzügen genützt. 1960 erhielten zwei Lokomotiven eine Einrichtung für die Doppeltraktion mit den Lokomotiven FS E.432 und FS E.431. Obwohl Stationierungsdaten aus den 1960er Jahren fehlen, wurde anhand von Fotos aus dem Jahr 1963 bescheinigt, dass sie um die Mitte der 1960er Jahre noch zahlreich im Einsatz standen. Als Ausmusterungsdatum der letzten Lok gilt 1968.
Museal erhalten geblieben ist die E.333.026, die noch 1974 im Lokomotivdepot Novi San Bovo abgestellt gefunden wurde. Die Lokomotive wurde wieder museal hergerichtet und steht heute im Eisenbahnmuseum Pietrarsa. Damit ist ein Exemplar der vielleicht urigsten Lokomotive des oberitalienischen Drehstromnetzes erhalten geblieben.

## Technische Merkmale

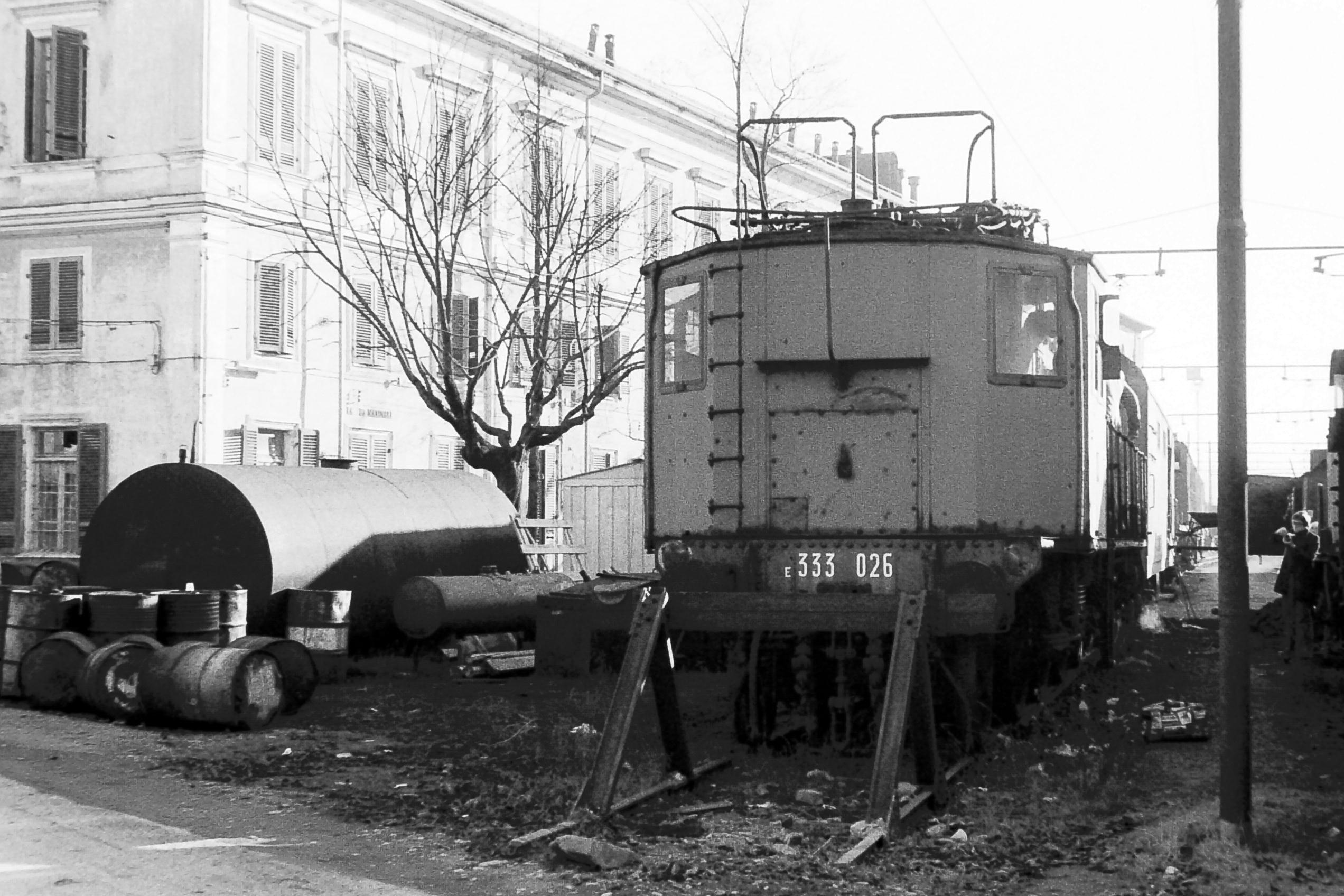
Lokomotive E.333.026 nach der Ausmusterung in Novi San Bovo

### Mechanischer Teil
Vom Fahrzeugteil her war die Lokomotive ähnlich aufgebaut wie die FS E.330, nämlich mit drei mittleren Antriebsachsen und zwei äußeren Laufachsen. Augenscheinlich war die Lokomotive aber aus der FS E.552 abgeleitet worden, sie besaß ebenso wie diese einen einseitigen Führerstand und vier Fahrstufen. Über ein Gestänge wurden die Treibräder von den zwei tief in dem Rahmen liegenden Antriebsmotoren angetrieben. Den Höhenausgleich zwischen den Achsen und den elektrischen Fahrmotoren war noch etwas anders als bei dem patentierten Kandó-Antrieb ausgeführt, mit einem Dreieck zwischen den Blindwellen und dem Kurbelzapfen der mittleren Treibachse. Der Winkel des Antriebsdreieckes ist augenscheinlich steiler gewählt als bei der Vorgängermaschine, die Lokomotive konnte auch problemlos in schweren Diensten eingesetzt werden. Die Laufachsen waren bei der Lok als Zara-Gestell ausgeführt worden. Sie besaß ebenso eine Umstellung für das Reibungsgewicht zwischen den Werten 51 t und 45 t. Der gesamte Radstand der Lokomotive betrug 9.000 mm, der Radstand der angetriebenen Achsen 4.200 mm.
Die Konfiguration der Lokomotive erklärt sich aus der damaligen Situation, dass mit dieser Lokomotive ein gefahrloserer Betrieb zu der damaligen Zeit ermöglicht werden konnte. Durch die einseitige Unterbringung aller Antriebs- und deren Hilfselemente in dem langen Vorbau ergab sich weniger Gefahr für den Lokführer; bei Überspannungen konnte es durchaus vorkommen, dass Teile des Schaltwerkes oder des Flüssigkeitsanlassers explodierten, was ein Freiwerden von heißem Öl bzw. Wasser zur Folge hatte. Außerdem hatte die Lokomotive ein höheres Sicherheitspotenzial im Falle eines Auffahrunfalles bei Fahrt mit Vorbau voran.

### Elektrischer Teil und Hilfseinrichtungen

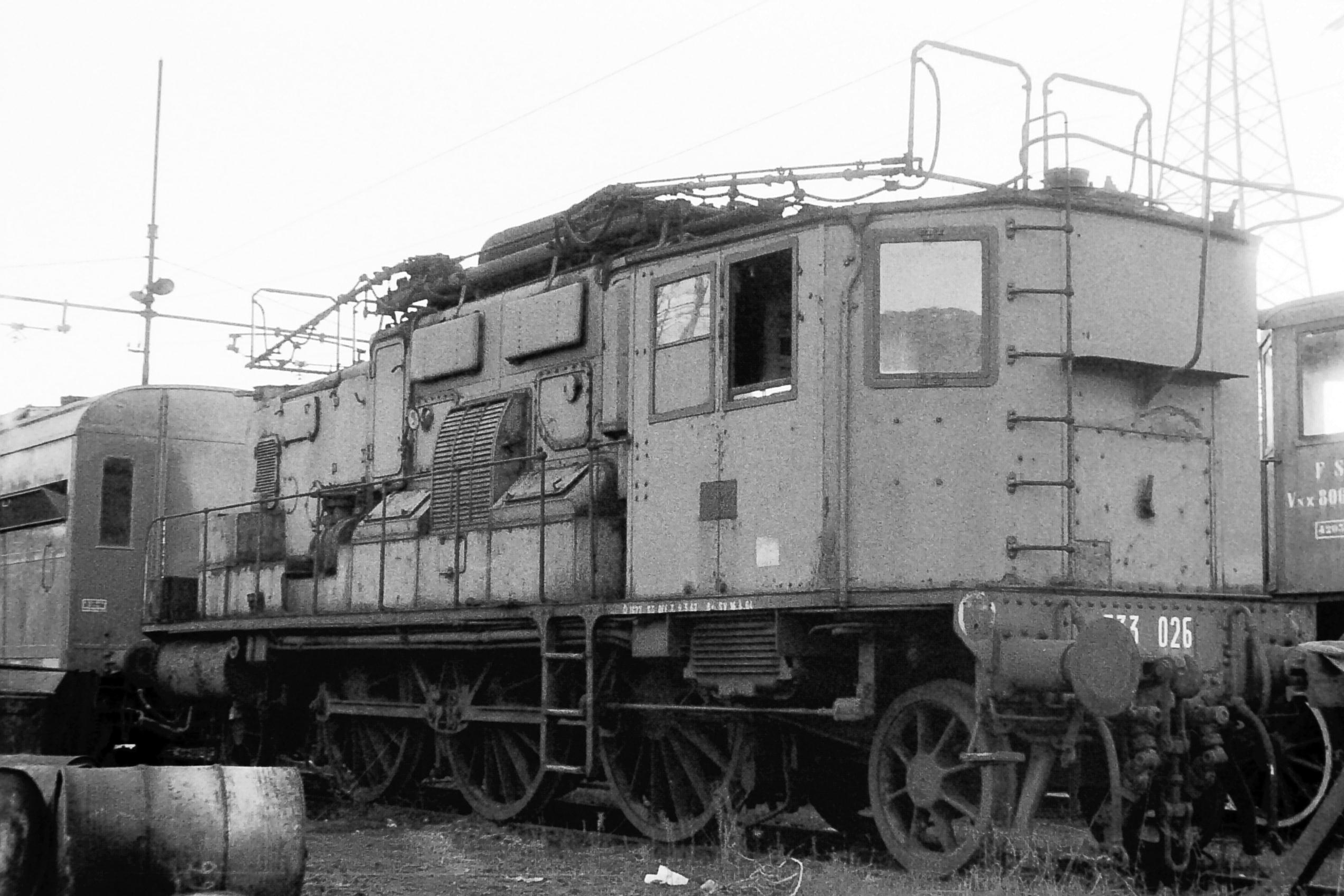
Seitenansicht der Lokomotive E.333.026 nach der Ausmusterung in Novi San Bovo

Bei der elektrischen Ausrüstung der Lokomotive wiederholten sich die Elemente der FS E.552. Lediglich die Änderung des Raddurchmessers ermöglichte das Erreichen der Geschwindigkeitsstufen 25 km/h, 37,5 km/h, 50 km/h und 75 km/h. Innerhalb dieser Geschwindigkeitsstufen erreichte die Lokomotive folgende Leistungen; bei 25 km/h 690 kW, bei 37,5 km/h 735 kW, bei 50 km/h 1.520 kW und bei 75 km/h 1.600 kW.
Der von der Fahrleitung übernommene Drehstrom wurde mit dem optimalen Leistungsfaktor den Fahrmotoren zum Antrieb übergeben. Auch bei dieser Lokomotive hatten die Rotoren der beiden Drehstrommotoren insgesamt sieben Schleifringe, vier auf dem einen Wellenende, drei auf dem anderen Wellenende. Dadurch wurden in Kombination zwischen der verschiedenen Polzahl und der Parallelschaltung bzw. der Reihenschaltung insgesamt vier Fahrstufen erreicht. Zwischen den vier Fahrstufen diente der Flüssigkeitsanlasser, der als sogenannter Beschleuniger zwischen den Dauerfahrstufen diente. Die Wirkungsweise des Flüssigkeitsanlassers und die Steuerung der Lokomotive geschah wie bei der E 330.
Zur Beheizung des Zuges besaß die Lokomotive einen kleinen Dampfkessel.

## Modifikationen

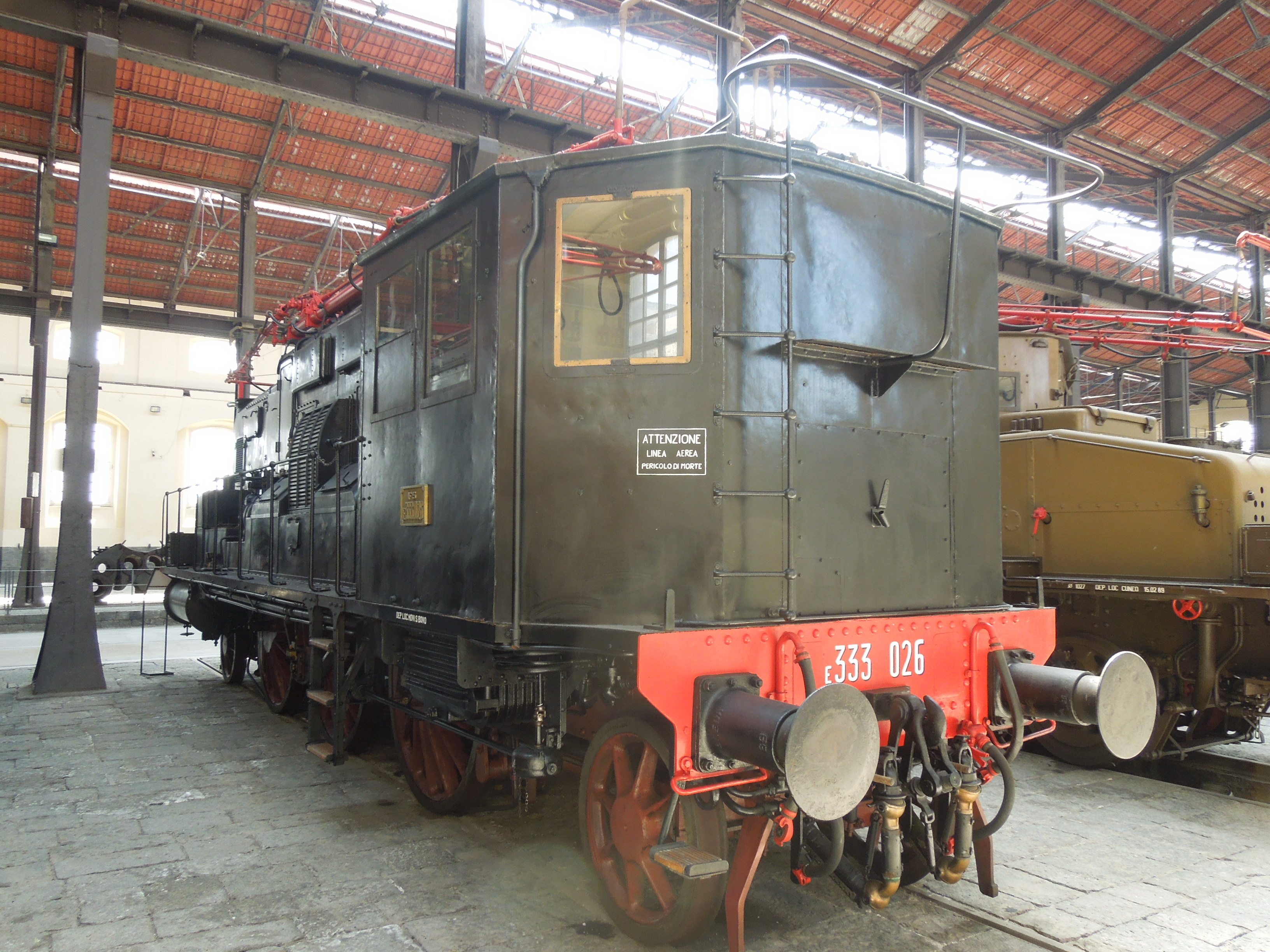
Ansicht der Lokomotive E.333.026 im Nationalen Eisenbahnmuseum Pietrarsa

Da sich die Fahrstufe um 37,5 km/h als nicht effektiv erwies, wurde sie später entfernt, und die Lokomotive wurde nur noch mit drei Fahrstufen betrieben.
Der Flüssigkeitsanlasser, der nach dem Entwurf von Kálmán Kandó noch pneumatisch gesteuert werden sollte, wurde später in eine mechanische Bedienung umgewandelt.
Der Dampfkessel für die Zugheizung erwies sich ursprünglich als nicht ausreichend und wurde ständig verbessert. Es ist fotografisch belegt, dass die Lokomotiven bis zum Einsatzende diesen Dampfkessel zur Wagenheizung verwendeten, der Einsatz vieler alter Personenzugwagen im Reisezugdienst machte dies erforderlich.
Änderungen gab es in der Ausführung der Beleuchtung. Versuche, die ursprünglichen Stangenstromabnehmer der Lokomotive durch solche der FS E.432 zu ersetzen, hat es bei der E.333.006 gegeben, wurden aber nicht weiter geführt. Vermutlich erwies sich der Abstand von Schleifkörper zu Schleifkörper für die stromlosen Abschnitte im Weichen- und Kreuzungsbereich als zu gering.